# Tipula (Yamatotipula) cimmeria
Tipula (Yamatotipula) cimmeria is een tweevleugelige uit de familie langpootmuggen (Tipulidae). De soort komt voor in het Nearctisch gebied.